# Muppet Beach Party
Muppet Beach Party è un album musicale pubblicato dalla The Jim Henson Company attraverso BMG Kidz nel 1993. L'album è composto da Muppet che organizzano una festa in spiaggia tutto il giorno cantando tutto il canzoni famose, per lo più del 1960. Simile a The Muppet Show, album pubblicato alla fine degli anni settanta, l'album divide gli intervalli fra i brani con dei dialoghi fra i Muppet. L'album è stato pubblicato in forma di CD e cassetta, con quest'ultimo vi è anche allegato un poster con l'elenco dei brani.

## Tracce
1. Kermit e Clifford – Surfin' USA – 3:10 (Chuck Berry e Brian Wilson)
2. Gonzo, Rizzo il Ratto e Fozzie – Wooly Buffy – 2:18 (Domingo Samudio)
3. Clifford e Ratti Surfisti – Under the Boardwalk – 3:24 (Kenny Young, Arthur Resnick)
4. Gonzo e Rizzo – Sugar Shack – 2:31 (Keith McCormack
Fay Voss)
5. Kermit e Miss Piggy – Itsy Bitsy Teenie Weenie Yellow Polka Dot Bikini – 2:36 (Paule Vance e Lee Pockriss)
6. Fozzie e i Muppet – Limbo Rock – 2:26 (Jon Sheldon e Billy Strange)
7. Cifford, Kermit e le gigantesche ostriche – Papa Oom Mow Mow – 3:15 (Carl White, Al Frazier, Sonny Harris e Turner Wilson Jr,)
8. Kermit e Miss Piggy – Kokomo – 2:48 (Mike Love, Scott McKenzie, Terry Melcher e John Philips)
9. Surfin' (feat. Ratti Surfisti) – 2:48 (Brian Wilson e Mike Love)
10. Clifford – Walkin' on Sunshine – 2:40 (Kimberly Rew)
11. Robin e le Rane Scout – Fun, Fun, Fun – 2:19 (Brian Wilson e Mike Love)
12. Animal – Wipe Out – 2:22 (The Surfaris)